# Weoe
Weoe is een bestuurslaag in het regentschap Belu van de provincie Oost-Nusa Tenggara, Indonesië. Weoe telt 4368 inwoners (volkstelling 2010).